# Francisco Gotthilf
Franz Hermann Gotthilf, conhecido como Francisco Gotthilf (Breslávia, 25 de julho de 1923 — São Paulo 27 de Maio de 2012), foi um radialista e apresentador de televisão brasileiro. 
Seu pai foi o criador e apresentador de um programa radiofônico iniciado em 1942 e chamado de "Hora Israelita", mais tarde renomeado Mosaico, dirigido a coletividade judaica de São Paulo. 
Após a morte do pai em 1952, Francisco Gotthilf passou a comandar a transmissão e, no início da década de 1960, percebendo o potencial da televisão como ferramenta de comunicação, resolveu trazer seu programa para esta nova mídia que ainda dava seus primeiros passos. O Mosaico estreou na televisão em 16 de julho de 1961, com o nome de "Mosaico na TV", na TV Excelsior de São Paulo então dirigida por Álvaro de Moya. Foi, portanto, o primeiro programa dirigido a uma coletividade etnorreligiosa específica do Brasil.
Depois da TV Excelsior, o programa foi exibido pela TV Cultura (então pertencente aos Diários Associados), 
TV Tupi  e pela TV Gazeta, para até hoje continuar sendo veiculado por emissoras a cabo abertas e fechadas. Pautado por uma linha editorial pluralista com forte direcionamento cultural, o programa sempre recebeu convidados de diferentes religiões, bem como de todos os setores da comunidade judaica, funcionando, segundo Francisco, como uma ponte pelo entendimento e contra o preconceito. 
Entre as personalidades que participaram do programa, Gotthilf orgulha-se de citar nomes como David Ben Gurion, Jânio Quadros, Fernando Henrique Cardoso, Albert Sabin, Itzhak Rabin, Mikhail Gorbachev entre outros.
Francisco militou em diversas instituições filantrópicas, clubes e entidades da comunidade judaica brasileira, como secretário da Federação Israelita do Estado de São Paulo e presidente da B'nai B'rit. 
Em 2008 a produtora Videcom lançou um documentário com a história do programa chamado de "Sr. Mosaico", como parte de um projeto maior que incluiu um livro (editado pela Narrativa Um) e a digitalização de todo o acervo audiovisual do programa, que foi doado para  o Arquivo Histórico Judaico de São Paulo. O programa, hoje produzido por seu filho Ronaldo Gotthilf, é o que está há mais tempo no ar no Brasil ininterruptamente (Livro Guiness de Recordes), com 57 anos (dados de 2018).
Em sua homenagem foi denominada uma passarela na cidade de São Paulo sobre a avenida São Gabriel.